# Jefferson (miejscowość w hrabstwie Jefferson)
Jefferson – miasto w Stanach Zjednoczonych, w stanie Wisconsin, w hrabstwie Jefferson.